# Football Club Chiasso 2013-2014
Questa voce raccoglie le informazioni riguardanti il Football Club Chiasso nelle competizioni ufficiali della stagione 2013-2014.

## Stagione
Nella stagione 2013-2014 il Chiasso, allenato da Ernestino Ramella, Ryszard Komornicki e Gianluca Zambrotta, concluse il campionato di Challenge League all'8º posto. In Coppa Svizzera il Chiasso fu eliminato al primo turno dal Terre Sainte.

## Rosa
| N. |                      | Ruolo | Calciatore         |
| -- | -------------------- | ----- | ------------------ |
| 1  | Italia (bandiera)    | P     | Andrea Capelletti  |
| 1  | Italia (bandiera)    | P     | Andrea Guatelli    |
| 2  | Brasile (bandiera)   | D     | Adaílton           |
| 4  | Italia (bandiera)    | C     | Riccardo Riva      |
| 5  | Svizzera (bandiera)  | D     | Igor Đurić         |
| 6  | Svizzera (bandiera)  | D     | Tito Tarchini      |
| 7  | Italia (bandiera)    | C     | Andreas Becchio    |
| 7  | Argentina (bandiera) | A     | Gastón Magnetti    |
| 8  | Svizzera (bandiera)  | D     | Mattia Croci-Torti |
| 9  | Italia (bandiera)    | A     | Giancarlo Varvelli |
| 11 | Svizzera (bandiera)  | C     | Dragan Mihajlović  |
| 12 | Svizzera (bandiera)  | C     | Danick Yerly       |
| 13 | Svizzera (bandiera)  | C     | Florian Berisha    |
| 14 | Svizzera (bandiera)  | C     | Mirko Facchinetti  |

| N. |                     | Ruolo | Calciatore            |
| -- | ------------------- | ----- | --------------------- |
| 15 | Svizzera (bandiera) | C     | Sandro Reclari        |
| 17 | Svizzera (bandiera) | D     | Gianni Kandiah        |
| 18 | Italia (bandiera)   | P     | Mirco Martinazzo      |
| 19 | Svizzera (bandiera) | D     | Antonio Felitti       |
| 20 | Svizzera (bandiera) | C     | Daniel Garetto        |
| 21 | Svizzera (bandiera) | C     | Davide Riva           |
| 23 | Italia (bandiera)   | D     | Mirko Quaresima       |
| 24 | Paraguay (bandiera) | C     | Roger Rojas           |
| 27 | Svizzera (bandiera) | C     | Renato Sergi          |
| 31 | Svizzera (bandiera) | D     | Mattia Desole         |
| 32 | Svizzera (bandiera) | A     | Alessandro Ciarrocchi |
| 34 | Svizzera (bandiera) | A     | Alberto Regazzoni     |
|    | Uruguay (bandiera)  | D     | Juan Aguirre          |

## Organigramma societario
Area tecnica
- Allenatore: Gianluca Zambrotta
- Allenatore in seconda: Mattia Croci-Torti
- Preparatore dei portieri:
- Preparatori atletici:

## Calciomercato

### Sessione estiva
| Acquisti | Acquisti              | Acquisti    | Acquisti |
| R.       | Nome                  | da          | Modalità |
| -------- | --------------------- | ----------- | -------- |
| C        | Renato Sergi          | Bellinzona  |          |
| P        | Andrea Conti          | Fano        |          |
| C        | Roger Rojas           | Palermo U19 |          |
| D        | Adaílton              | Sion        |          |
| C        | Joaquim Adão          | Sion        |          |
| C        | Florian Berisha       | Vaslui      |          |
| A        | Alessandro Ciarrocchi | Bellinzona  |          |
| A        | Gastón Magnetti       | Bellinzona  |          |

| Cessioni | Cessioni         | Cessioni | Cessioni |
| R.       | Nome             | a        | Modalità |
| -------- | ---------------- | -------- | -------- |
| A        | Ayub Daud        | Honvéd   |          |
| D        | Emiliano Dudar   | Sion     |          |
| A        | Luís Pimenta     | Losanna  |          |
| C        | Michele Maggetti | Locarno  |          |
| C        | Mateus Fonseca   | Trofense |          |

### Sessione invernale
| Acquisti | Acquisti          | Acquisti      | Acquisti |
| R.       | Nome              | da            | Modalità |
| -------- | ----------------- | ------------- | -------- |
| A        | Alberto Regazzoni | Sion          |          |
| D        | Juan Aguirre      | Corona Brașov |          |

| Cessioni | Cessioni        | Cessioni                | Cessioni |
| R.       | Nome            | a                       | Modalità |
| -------- | --------------- | ----------------------- | -------- |
| C        | Joshua Travagli | Ft. Lauderdale Strikers |          |
| C        | Joaquim Adão    | Progresso               |          |

## Risultati

### Challenge League

#### Prima fase, girone di andata
| Arbitro: | Fähndrich |

|                             |           |               |
| Hasler 19’, 84’ Schürpf 45’ | Marcatori | 33’ Quaresima |

| Arbitro: | Schnyder |

|  |           |                                       |
|  | Marcatori | 35’ Tahipi 65’ Jahović 67’ Holenstein |

| Arbitro: | Superczynski |

|             |           |  |
| Baumann 90’ | Marcatori |  |

| Arbitro: | Schärer |

|           |           |                        |
| Đurić 37’ | Marcatori | 80’ Mangold 85’ Sorgić |

| Lugano 11 agosto 2013, ore 19:00 CEST 5ª giornata | Lugano    | 0 – 0 referto | Chiasso | Stadio di Cornaredo (3 117 spett.)\| Arbitro: \| Jaccottet \| |
| Arbitro:                                          | Jaccottet |               |         |                                                               |

| Arbitro: | Schnyder |

|                             |           |  |
| Hasanovic 49’ Moubandje 88’ | Marcatori |  |

| Chiasso 31 agosto 2013, ore 17:45 CEST 7ª giornata | Chiasso   | 0 – 0 referto | Locarno | Stadio Comunale Chiasso (1 100 spett.)\| Arbitro: \| Jaccottet \| |
| Arbitro:                                           | Jaccottet |               |         |                                                                   |

| Arbitro: | Schärer |

|                              |           |           |
| Paiva 32’, 45’ Miljković 90’ | Marcatori | 13’ Đurić |

| Arbitro: | Jancevski |

|                               |           |  |
| Mihajlović 51’ Ciarrocchi 52’ | Marcatori |  |

#### Prima fase, girone di ritorno
| Wil 28 settembre 2013, ore 17:45 CEST 10ª giornata | Wil   | 0 – 0 referto | Chiasso | Stadion Bergholz (1 150 spett.)\| Arbitro: \| Pache \| |
| Arbitro:                                           | Pache |               |         |                                                        |

| Arbitro: | Schnyder |

|  |           |           |
|  | Marcatori | 4’ Sutter |

| Arbitro: | Huwiler |

|                             |           |                         |
| Mihajlović 27’ Magnetti 70’ | Marcatori | 77’ Paiva 90’ Miljković |

| Arbitro: | Pache |

|               |           |           |
| Bilinovac 64’ | Marcatori | 18’ Đurić |

| Arbitro: | Jancevski |

|                |           |  |
| Sejmenović 41’ | Marcatori |  |

| Arbitro: | Studer |

|                |           |                              |
| Ciarrocchi 80’ | Marcatori | 12’ Sadiku 62’, 87’ da Silva |

| Arbitro: | Klossner |

|             |           |  |
| Alioski 66’ | Marcatori |  |

| Arbitro: | Jancevski |

|              |           |  |
| Varvelli 90’ | Marcatori |  |

| Arbitro: | Schnyder |

|                |           |                       |
| Ciarrocchi 79’ | Marcatori | 7’ Tadić 21’ Sauthier |

#### Seconda fase, girone di andata
| Arbitro: | Erlachner |

|                        |           |                                          |
| Facchinetti 45’ (rig.) | Marcatori | 23’, 50’ Tadić 43’ Doumbia 68’ Dominguez |

| Arbitro: | Schärer |

|                 |           |                            |
| Karlen 20’, 36’ | Marcatori | 48’ Regazzoni 90’ Magnetti |

| Chiasso 16 febbraio 2014, ore 15:00 CET 21ª giornata | Chiasso   | 0 – 0 referto | Wil | Stadio Comunale Chiasso (640 spett.)\| Arbitro: \| Fähndrich \| |
| Arbitro:                                             | Fähndrich |               |     |                                                                 |

| Arbitro: | Huwiler |

|                                |           |                |
| Frontino 7’ (rig.) Rossini 86’ | Marcatori | 46’ Ciarrocchi |

| Arbitro: | Gut |

|                          |           |              |
| Magnetti 16’ Reclari 68’ | Marcatori | 22’ da Silva |

| Arbitro: | Amhof |

|                                                |           |                                      |
| Pak 4’, 86’ Neumayr 5’, 45’ (rig.) Schürpf 72’ | Marcatori | 39’ Regazzoni 52’ (rig.) Facchinetti |

| Arbitro: | Schnyder |

|                |           |                                                            |
| Pignalberi 62’ | Marcatori | 4’ Đurić 13’ Ciarrocchi 42’ Berisha 79’ (rig.) Facchinetti |

| Chiasso 24 marzo 2014, ore 19:45 CET 26ª giornata | Chiasso | 0 – 0 referto | Wohlen | Stadio comunale Riva IV (1 000 spett.)\| Arbitro: \| Schärer \| |
| Arbitro:                                          | Schärer |               |        |                                                                 |

| Arbitro: | Huwiler |

|             |           |              |
| Aratore 57’ | Marcatori | 90’ Adaílton |

#### Seconda fase, girone di ritorno
| Arbitro: | Jancevski |

|  |           |                               |
|  | Marcatori | 29’ (aut.) Felitti 77’ Sutter |

| Arbitro: | Graf |

|                                              |           |                   |
| Felitti 16’ Ciarrocchi 37’, 56’ Adaílton 61’ | Marcatori | 90’ (rig.) Bičvić |

| Arbitro: | Schnyder |

|             |           |          |
| Doumbia 42’ | Marcatori | 12’ Riva |

| Arbitro: | San |

|                                  |           |  |
| Berisha 34’ Regazzoni 44’ (rig.) | Marcatori |  |

| Arbitro: | Bieri |

|                          |           |  |
| da Silva 13’ Bottani 52’ | Marcatori |  |

| Arbitro: | Studer |

|                          |           |                              |
| Ramizi 76’ Geissmann 83’ | Marcatori | 70’ Magnetti 90’ Facchinetti |

| Chiasso 10 maggio 2014, ore 17:30 CEST 34ª giornata | Chiasso | 0 – 0 referto | Winterthur | Stadio comunale Riva IV (700 spett.)\| Arbitro: \| Kuwari \| |
| Arbitro:                                            | Kuwari  |               |            |                                                              |

| Arbitro: | Klossner |

|                          |           |  |
| Đurić 74’ Ciarrocchi 86’ | Marcatori |  |

| Arbitro: | Erlachner |

|                                    |           |  |
| Tahipi 52’ Júnior 90’ Lombardi 90’ | Marcatori |  |

### Coppa Svizzera
| 17 agosto 2013, ore 18:00 CEST Primo turno | Terre Sainte | 2 – 1 | Chiasso |  |

## Statistiche

### Statistiche di squadra
| Competizione     | Punti | In casa | In casa | In casa | In casa | In casa | In casa | In trasferta | In trasferta | In trasferta | In trasferta | In trasferta | In trasferta | Totale | Totale | Totale | Totale | Totale | Totale | DR  |
| Competizione     | Punti | G       | V       | N       | P       | Gf      | Gs      | G            | V            | N            | P            | Gf           | Gs           | G      | V      | N      | P      | Gf     | Gs     | DR  |
| ---------------- | ----- | ------- | ------- | ------- | ------- | ------- | ------- | ------------ | ------------ | ------------ | ------------ | ------------ | ------------ | ------ | ------ | ------ | ------ | ------ | ------ | --- |
| Challenge League | 33    | 18      | 6       | 5       | 7       | 19      | 21      | 18           | 1            | 7            | 10           | 16           | 31           | 36     | 7      | 12     | 17     | 35     | 52     | -17 |
| Coppa Svizzera   | -     | 0       | 0       | 0       | 0       | 0       | 0       | 1            | 0            | 0            | 1            | 1            | 2            | 1      | 0      | 0      | 1      | 1      | 2      | -1  |
| Totale           | 33    | 18      | 6       | 5       | 7       | 19      | 21      | 19           | 1            | 7            | 11           | 17           | 33           | 37     | 7      | 12     | 18     | 36     | 54     | -18 |

### Andamento in campionato
| Giornata  | 1  | 2  | 3  | 4  | 5  | 6  | 7 | 8  | 9 | 10 | 11 | 12 | 13 | 14 | 15 | 16 | 17 | 18 | 19 | 20 | 21 | 22 | 23 | 24 | 25 | 26 | 27 | 28 | 29 | 30 | 31 | 32 | 33 | 34 | 35 | 36 |
| --------- | -- | -- | -- | -- | -- | -- | - | -- | - | -- | -- | -- | -- | -- | -- | -- | -- | -- | -- | -- | -- | -- | -- | -- | -- | -- | -- | -- | -- | -- | -- | -- | -- | -- | -- | -- |
| Luogo     | T  | C  | T  | C  | T  | T  | C | T  | C | T  | C  | C  | T  | T  | C  | T  | C  | C  | C  | T  | C  | T  | C  | T  | T  | C  | T  | C  | C  | T  | C  | T  | T  | C  | C  | T  |
| Risultato | P  | P  | P  | P  | N  | P  | N | P  | V | N  | P  | N  | N  | P  | P  | P  | V  | P  | P  | N  | N  | P  | V  | P  | V  | N  | N  | P  | V  | N  | V  | P  | N  | N  | V  | P  |
| Posizione | 10 | 10 | 10 | 10 | 10 | 10 | 9 | 10 | 9 | 9  | 9  | 9  | 9  | 9  | 9  | 9  | 9  | 9  | 9  | 9  | 9  | 9  | 9  | 9  | 8  | 8  | 8  | 8  | 8  | 8  | 8  | 8  | 8  | 8  | 8  | 8  |

Legenda:

Luogo: C = Casa; T = Trasferta. Risultato: V = Vittoria; N = Pareggio; P = Sconfitta.

### Statistiche dei giocatori
| A. Adaílton    | 26 | 2 | 7  | 0 |
| A. Adão        | 13 | 0 | 4  | 0 |
| J. Aguirre     | 0  | 0 | 0  | 0 |
| A. Becchio     | 18 | 0 | 0  | 0 |
| F. Berisha     | 30 | 2 | 6  | 0 |
| A. Capelletti  | 23 | 0 | 0  | 0 |
| A. Ciarrocchi  | 26 | 8 | 4  | 1 |
| M. Croci-Torti | 0  | 0 | 0  | 0 |
| M. Desole      | 8  | 0 | 1  | 0 |
| M. Facchinetti | 31 | 4 | 7  | 0 |
| A. Felitti     | 28 | 1 | 8  | 0 |
| N. Fontana     | 0  | 0 | 0  | 0 |
| D. Garetto     | 0  | 0 | 0  | 0 |
| A. Guatelli    | 13 | 0 | 1  | 0 |
| G. Kandiah     | 1  | 0 | 0  | 0 |
| G. Magnetti    | 31 | 4 | 5  | 0 |
| M. Martinazzo  | 1  | 0 | 0  | 0 |
| D. Mihajlović  | 34 | 2 | 3  | 0 |
| M. Quaresima   | 32 | 1 | 7  | 0 |
| S. Reclari     | 24 | 1 | 3  | 1 |
| A. Regazzoni   | 16 | 3 | 6  | 0 |
| D. Riva        | 16 | 1 | 1  | 0 |
| R. Riva        | 27 | 0 | 6  | 0 |
| R. Rojas       | 2  | 0 | 0  | 0 |
| R. Sergi       | 4  | 0 | 0  | 0 |
| T. Tarchini    | 20 | 0 | 1  | 1 |
| G. Varvelli    | 24 | 1 | 2  | 0 |
| D. Yerly       | 18 | 0 | 3  | 0 |
| G. Zambrotta   | 4  | 0 | 2  | 1 |
| I. Đurić       | 31 | 5 | 10 | 0 |